# FIRA Trophy 1984-85
El FIRA Trophy de la temporada  1984-85  fue la 12° edición con esta denominación y la 25° temporada del segundo torneo en importancia de rugby en Europa, luego del Torneo de las Seis Naciones.

## FIRA Trophy
| Lugar | Selección       | Partidos | Partidos | Partidos  | Partidos | Puntos  | Puntos    | Puntos | Tabla de puntos |
| Lugar | Selección       | Jugados  | Ganados  | Empatados | Perdidos | A favor | En contra | dif.   | Tabla de puntos |
| ----- | --------------- | -------- | -------- | --------- | -------- | ------- | --------- | ------ | --------------- |
| 1     | Francia         | 5        | 5        | 0         | 0        | 135     | 45        | +90    | 15              |
| 2     | Rumania         | 5        | 3        | 0         | 2        | 85      | 60        | +25    | 11              |
| 3     | Italia          | 5        | 3        | 0         | 2        | 70      | 60        | +10    | 11              |
| 4     | Unión Soviética | 4        | 2        | 0         | 2        | 80      | 68        | +12    | 8               |
| 5     | Túnez           | 5        | 1        | 0         | 4        | 30      | 104       | -74    | 7               |
| 6     | España          | 5        | 0        | 0         | 5        | 64      | 119       | -55    | 7               |

| Bandera de Francia |
| Campeón Francia    |
| Vigésimo título    |

## Segunda División
| Lugar | Selección      | Partidos | Partidos | Partidos  | Partidos | Puntos  | Puntos    | Puntos | Tabla de puntos |
| Lugar | Selección      | Jugados  | Ganados  | Empatados | Perdidos | A favor | En contra | dif.   | Tabla de puntos |
| ----- | -------------- | -------- | -------- | --------- | -------- | ------- | --------- | ------ | --------------- |
| 1     | Portugal       | 3        | 3        | 0         | 0        | 44      | 6         | +38    | 9               |
| 2     | Checoslovaquia | 3        | 2        | 0         | 1        | 26      | 27        | -1     | 7               |
| 3     | Polonia        | 3        | 1        | 0         | 2        | 31      | 24        | +7     | 5               |
| 4     | Marruecos      | 3        | 0        | 0         | 3        | 18      | 62        | -44    | 3               |

| Bandera de Portugal |
| Campeón Portugal    |
| Segundo título      |

## Tercera División
| Lugar | Selección    | Partidos | Partidos | Partidos  | Partidos | Puntos  | Puntos    | Puntos | Tabla de puntos |
| Lugar | Selección    | Jugados  | Ganados  | Empatados | Perdidos | A favor | En contra | dif.   | Tabla de puntos |
| ----- | ------------ | -------- | -------- | --------- | -------- | ------- | --------- | ------ | --------------- |
| 1     | Países Bajos | 3        | 3        | 0         | 0        | 65      | 16        | +49    | 9               |
| 2     | Bélgica      | 3        | 2        | 0         | 1        | 36      | 30        | +6     | 7               |
| 3     | RFA          | 3        | 1        | 0         | 2        | 40      | 43        | -3     | 5               |
| 4     | Suecia       | 3        | 0        | 0         | 3        | 12      | 64        | -52    | 3               |

| Bandera de los Países Bajos |
| Campeón Países Bajos        |
| Primer título               |